# Wolfgang Seguin
Wolfgang Seguin (n. 14 septembrie 1945, Burg, Landkreis Jerichow I⁠(d), Germania) este un fotbalist german, medaliat olimpic. A participat la o ediție a Jocurilor Olimpice (1972) în care a câștigat o medalie de bronz.